# Prazicuantel
El prazicuantel o pracicuantel es un antihelmíntico antiparasitario de amplio espectro, que se administra bajo control médico para erradicar varias especies de trematodos y cestodos y curar parasitosis como la esquistosomiasis, las teniasis, la paragonimosis, la clonorquiasis y la opistorquiasis.

## Mecanismo de acción
Este fármaco penetra en el parásito y lo paraliza, pues provoca una alteración en el flujo de iones de calcio en sus células, generando una contracción muscular o espasmo y disminuyendo la capacidad del gusano para contraerse o relajarse. Así, es expelido por el organismo, pues ya no consigue fijarse en él. Además, este medicamento parece interferir con la absorción de la adenosina por los vermes en el medio de cultivo, de manera que son incapaces de sintetizar las purinas de nuevo.
La esquistosomiasis tiene un tratamiento efectivo con este medicamento.

## Advertencias
No debe tomarse si se presenta cisticercosis ocular (quistes de tenia en los ojos). Tampoco debe administrarse a mujeres embarazadas o durante la lactancia.